# 고성 도씨
고성 도씨(固城道氏)는 한국의 성씨이다.
옛 문헌에는 기록되어 있지 않으며, 1930년도 국세조사 때 처음 기록되었다.

## 참고 자료
- “고성도씨(固城道氏)”. 뿌리를 찾아서.[깨진 링크(과거 내용 찾기)]